# Großährige Trespe
Die Großährige Trespe (Bromus diandrus) ist eine Pflanzenart aus der Gattung der Trespen (Bromus) innerhalb der Familie der Süßgräser (Poaceae).

## Beschreibung

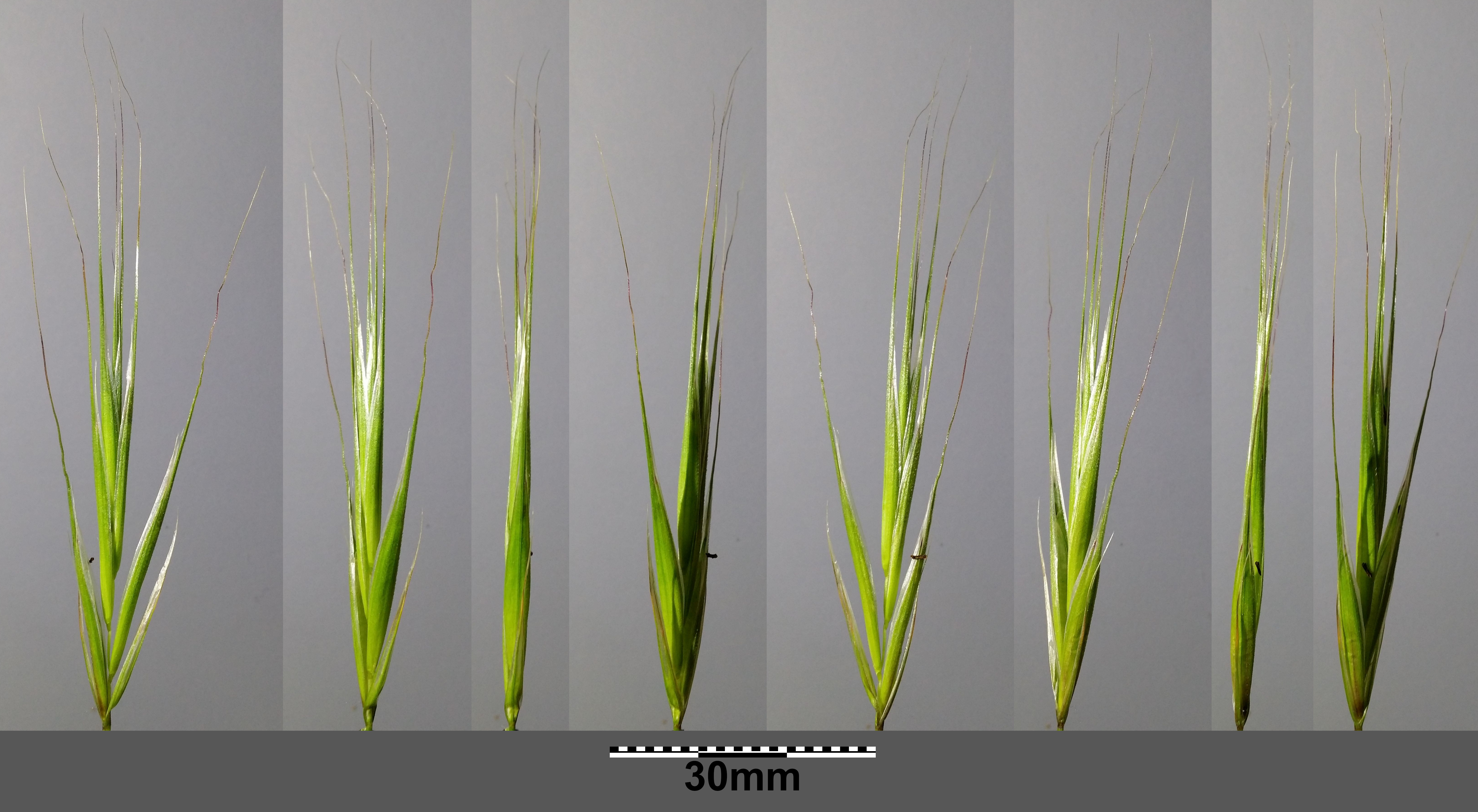
Ährchen

### Vegetative Merkmale
Die Großährige Trespe ist eine einjährige, möglicherweise auch winterannuelle krautige Pflanze, die Wuchshöhen von 15 bis 80 Zentimetern erreicht. Der Halm ist unter der Rispe meist behaart. Die unteren Blattscheiden sind zerstreut rauhaarig.

### Generative Merkmale
Die Blütezeit liegt im Mai und Juni. Der rispige Blütenstand ist bis 25 Zentimeter lang und ebenso breit. Die Länge der Ährchen, einschließlich der selten 20 bis meist 30 bis 60 Millimeter langen Granne, beträgt 60 bis 90 Millimeter. Die Deckspelzen sind stark rau und 22 bis 36 Millimeter lang. Die Staubbeutel sind 1 bis 4 Millimeter lang.
Die Samen sind kurzlebig.
Die Chromosomenzahl beträgt n = 56.

## Vorkommen
Die Großährige Trespe kommt im Mittelmeerraum, im Iran und auf der Arabischen Halbinsel vor. In Südafrika, Nord-, Mittel- und Südamerika, Australien und Neuseeland ist sie ein Neophyt. In Europa hat sie ursprüngliche Vorkommen in den Ländern Portugal, Spanien, Frankreich, Italien, Slowenien, Kroatien, Bosnien-Herzegowina, Montenegro, Nordmazedonien, Griechenland, der Türkei und in Russland. In Deutschland ist sie selten zu finden. Sie kommt in Westbayern, Baden-Württemberg, Nordrhein-Westfalen und Berlin auf trockenen Ruderalstellen wie Schutt- und Umschlagplätzen vor.

## Taxonomie
Die Erstveröffentlichung von Bromus diandrus erfolgte 1787 durch Albrecht Wilhelm Roth in Botanische Abhandlungen und Beobachtungen, Seite 44. Thomas Gaskell Tutin stellte 1962 die Art als Anisantha diandra (Roth) Tutin in: Arthur Roy Clapham, Thomas Gaskell Tutin & Edmund Frederic Warburg: Flora of the British Isles, ed. 2, S. 1149 in die Gattung Anisantha.